# Ronyecz Mária
Ronyecz Mária (Kunágota, 1944. június 25. – Budapest, 1989. november 2.) Jászai Mari-díjas magyar színésznő.

## Élete
A Színház- és Filmművészeti Főiskolán 1967-ben diplomázott, ahonnan a Pécsi Nemzeti Színházhoz szerződött. Sötét tónusú hangja, gyönyörű orgánuma már fiatalon nagy tragikát sejtetett.
1970-ben a budapesti Nemzeti Színház szerződtette. 1977-ben tehetségét Jászai Mari-díjjal jutalmazták. 1982-ben az akkor alakuló Katona József Színházhoz szerződött, ahol haláláig játszott.
Molnár Gál Péter  színikritikus volt a 2. férje, annak homoszexualitása ellenére szerelemből. Ugyan egy idő után elváltak, de amikor kiderült Ronyecz Mária rákbetegsége, Molnár Gál újból feleségül vette és haláláig ápolta.

## Szerepeiből

### Színház
A Színházi adattárban regisztrált bemutatóinak száma: 74.
- Margit királyné – Shakespeare: Rózsák háborúja
- Mirígy[5] - Vörösmarty Mihály: Csongor és Tünde
- Glória nővér/ Ilona – Örkény István: Sötét galamb
- Gertrudis – Katona József: Bánk bán
- Rhédey Eszter – Móricz Zsigmond: Úri muri
- Reagan – Shakespeare: Lear király
- Margit – Goethe: Faust
- Árva Bethlen Kata – Kocsis István: Címszereplő
- Baradlayné – Jókai Mór–Hevesi Sándor: A kőszívű ember fiai
- Kocsma Jenny – Brecht – Weil: Háromgarasos opera
- Huber Rózsi – Füst Milán: Boldogtalanok
- Kati – Schwajda György: Szent család
- Előadónő – Spiró György: Csirkefej
- Alice – Dürrenmatt: Play Strindberg
- Kőmíves Kelemenné – Sárospataky István: Kőmíves Kelemenné

### Film
- 1987 – Nyolc évszak 1–8.
- 1982 – Fogadó az „Örök világossághoz”
- 1981 – Megáll az idő,.. Lovas, a „Malacpofa”
- 1980 – Vihar a lombikban
- 1978 – Dóra jelenti... Lene, Radó felesége
- 1976 – Kísértet Lublón... Hanna fejedelemasszony
- 1973 – Lányarcok tükörben
- 1972 – A legszebb férfikor
- 1970 – Szeressétek Odor Emiliát!
- 1969 – Szemüvegesek
- 1968 – Bolondos vakáció (magyar–román kooprodukció)
- 1967 – Szevasz, Vera!

### Tévéjáték
- 1969 – Az ember tragédiája...
- 1973 – Lyuk az életrajzon... titkárnő[6]
- 1976 – A szabin nők elrablása... Borbála, Bányai Márton tanár felesége
- 1978 – A bunker... Blandine West
- 1984 – Linda... Bagoly
- 1984 – Rutinmunka... Karakasné

## Díjai
- Farkas–Ratkó-díj (1975)
- Jászai Mari-díj (1977)